# Brachychiton muellerianus
Brachychiton muellerianus är en malvaväxtart som beskrevs av G.P. Guymer. Brachychiton muellerianus ingår i släktet Brachychiton och familjen malvaväxter. Inga underarter finns listade i Catalogue of Life.

## Bildgalleri

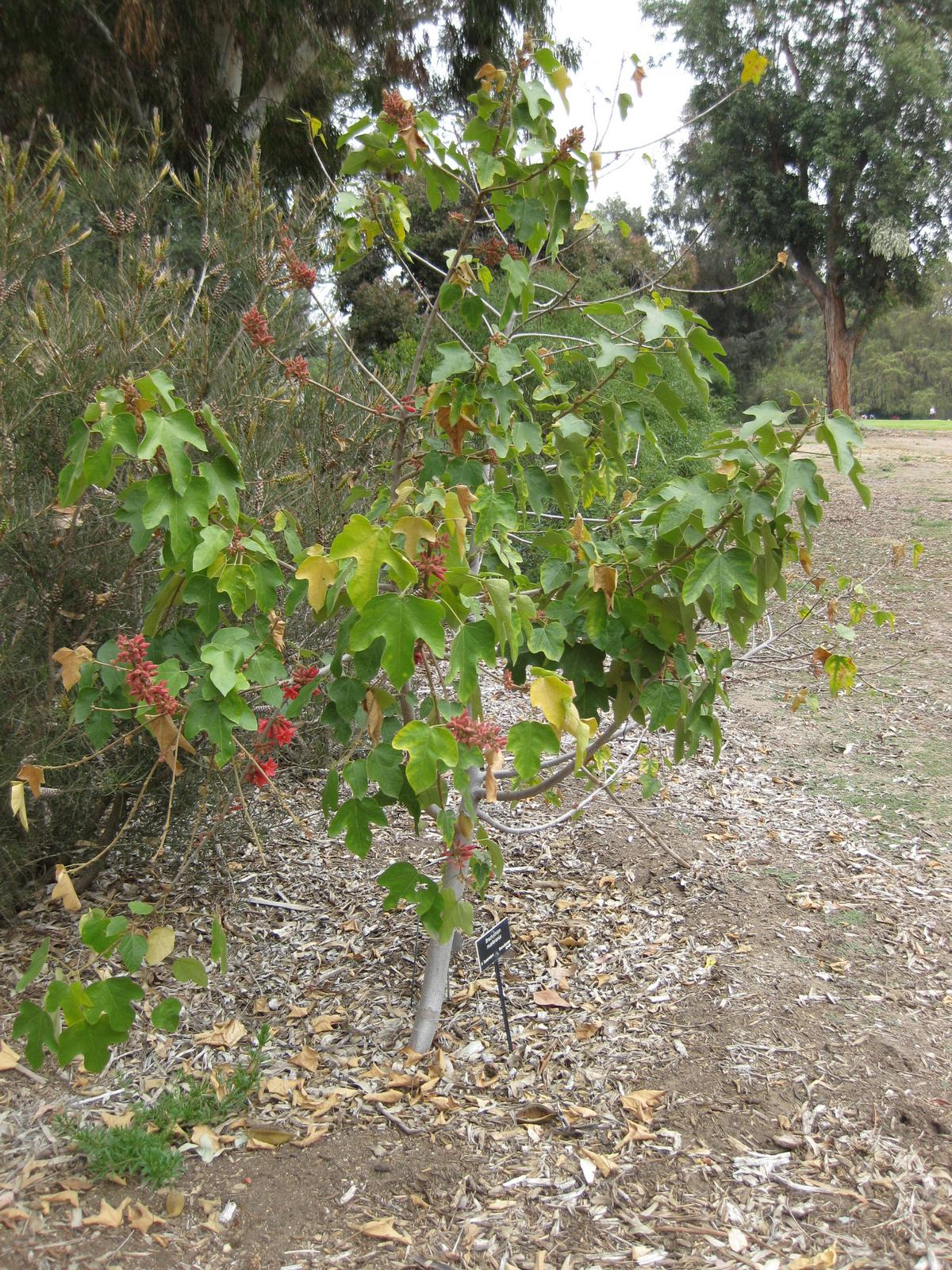
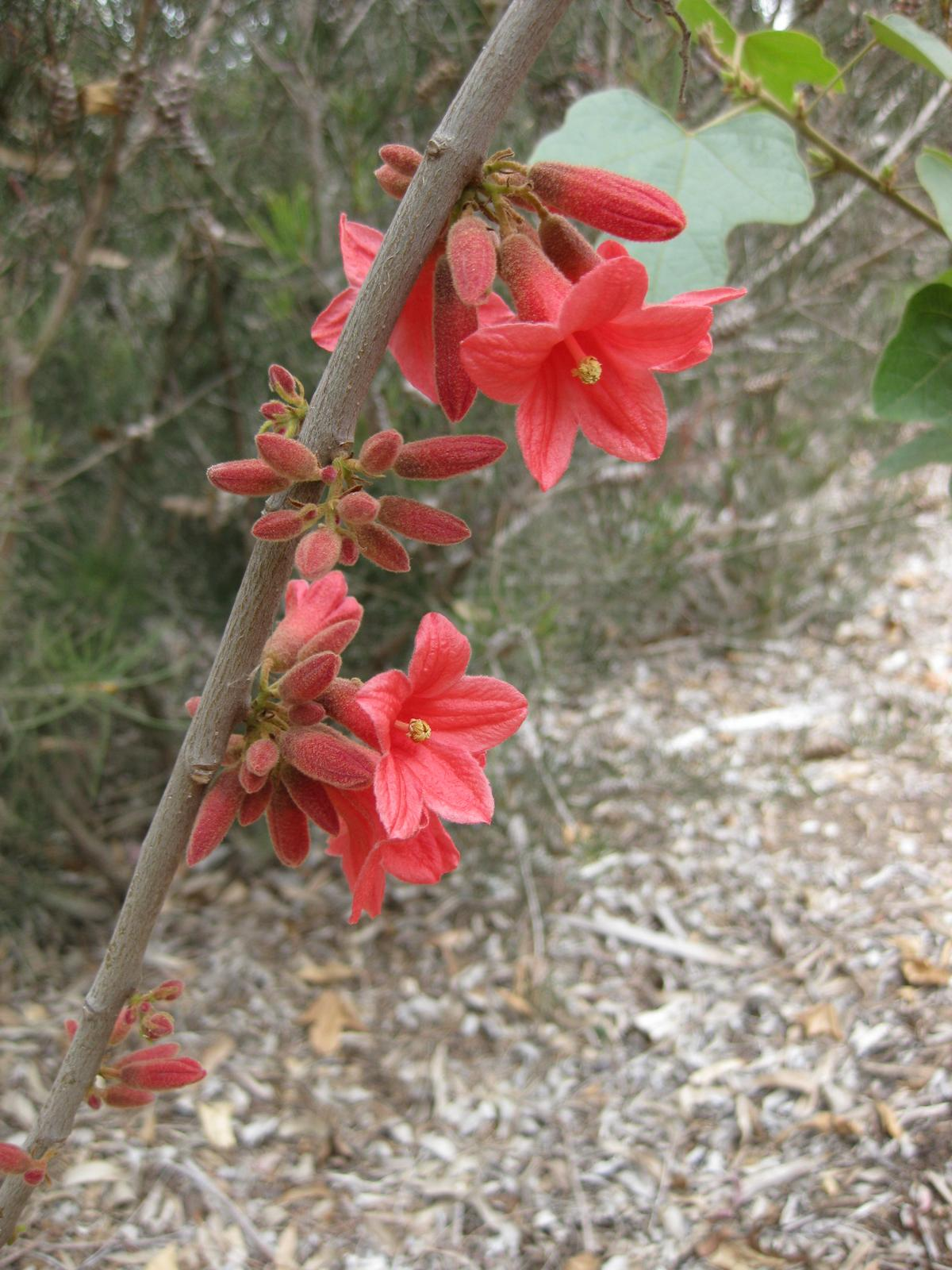
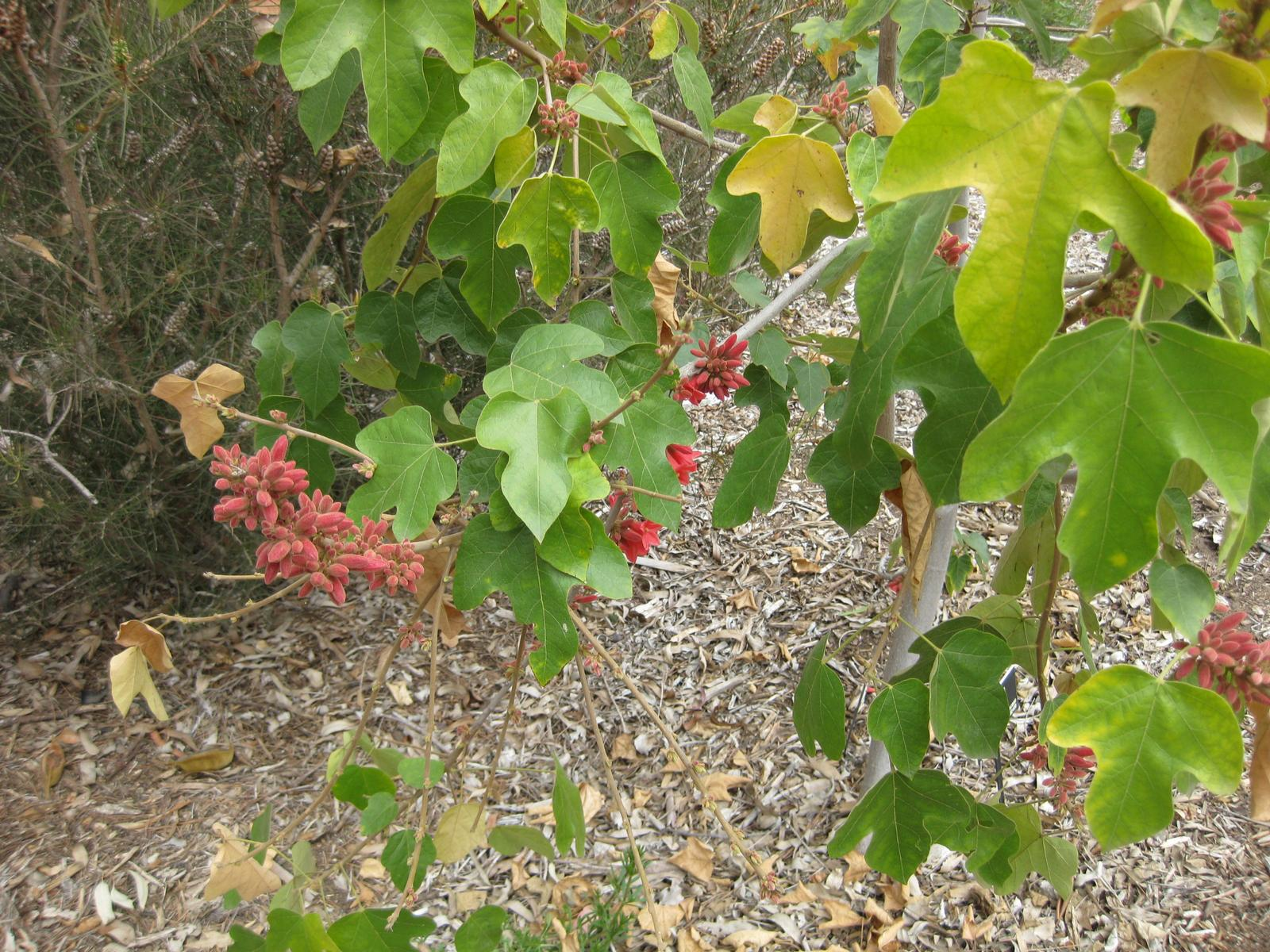